# Gikeiki
Il Gikeiki (義経記? lett. "Le cronache di Yoshitsune") è un racconto di guerra giapponese, scritto intorno al XV secolo, che si concentra sulle leggende medievali di Minamoto no Yoshitsune e dei suoi seguaci. L'autore, o meglio gli autori, non sono noti, ma l'ipotesi più probabile è che l'opera sia nata da un'elaborazione, condotta a più riprese, di storie e leggende incentrate sulla figura storica di Yoshitsune, che era già apparso come personaggio di rilievo in Heike monogatari.

## Descrizione
Pensato per essere stato scritto durante il periodo Nanboku-chō, ha fornito ispirazione a numerosi spettacoli Nō, kabuki e bunraku. Gran parte dell'immagine che le persone oggi hanno di Yoshitsune e di coloro che sono associati a lui - Saitō Musashibō Benkei e Shizuka Gozen, per esempio - è considerata influenzata dal Gikeiki.
La parola "Gikeiki" significa letteralmente "Il record di Yoshitsune", ma gli on-yomi del kanji per il suo nome sono usati per leggerlo ad alta voce: "yoshi" (義) è letto come "gi", e "tsune" (経) è letto "kei". La parte finale "ki" significa record.
Tutti i testi precedenti di Gikeiki sono essenzialmente gli stessi, non ci sono grandi variazioni. Questi rientrano in tre categorie:
- Manoscritti - Questi includono testi con titoli come Hogan Monogatari e Yoshitsune Monogatari.
- Edizioni xilografiche - Le principali stampe xilografiche furono realizzate nel 1633, 1635, 1640, 1645, 1659, 1670, 1673, 1689, 1698, 1708 e 1724.
- Edizioni mobili in legno - Esistono quattro edizioni a stampa mobile che vanno dal 1600 al 1633.

## Trama
Attraverso gli episodi della sua vita - l'incontro con il monaco guerriero Benkei, che diventa il suo fedele compagno; la storia d'amore con Shizuka; la vittoria sul clan rivale dei Taira e, soprattutto, il conflitto con il fratello maggiore Yoritomo, che conduce Yoshitsune alla fuga e al suicidio - si precisa l'immagine ideale dell'eroe coraggioso e sincero, destinato a grandi imprese, ma sfortunato, e tanto più degno di essere amato quanto più inevitabile è il suo tragico fallimento finale.